# Babarcszőlős
Babarcszőlős é uma vila da Hungria, situada no condado de Baranya. Tem 16,09 km² de área e sua população em 2019 foi estimada em 78 habitantes.